# فدراسیون بین‌المللی کرفبال

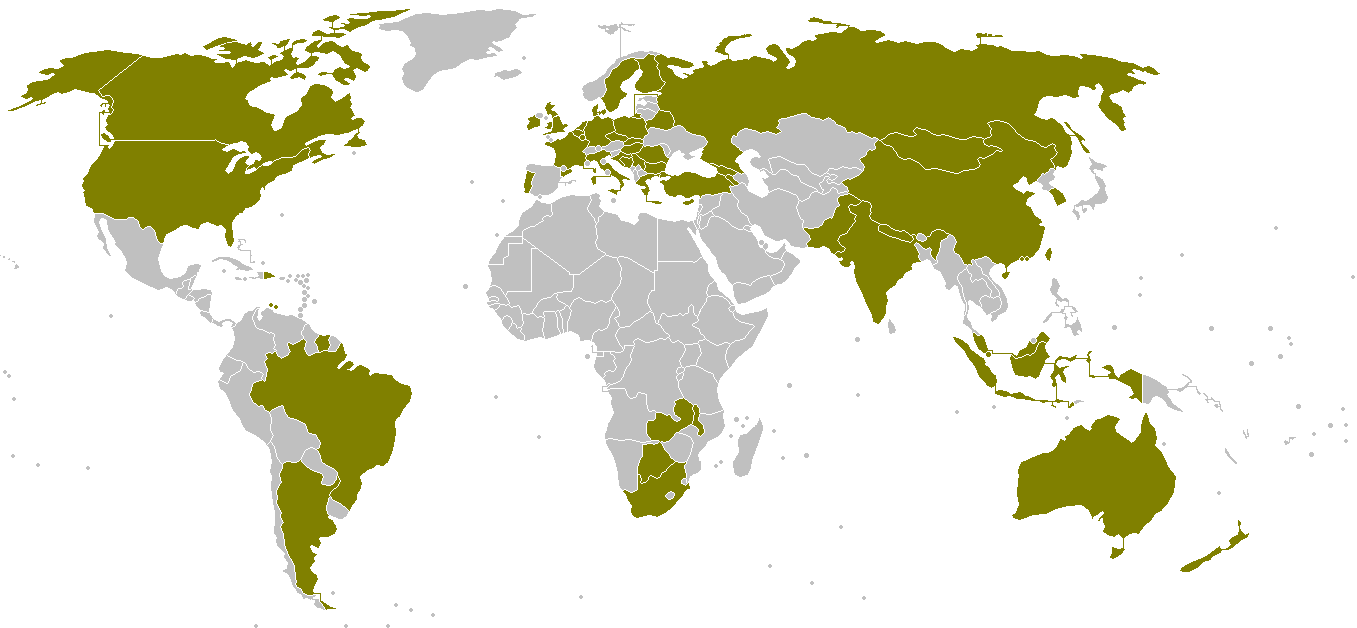
اعضای فدراسیون بین‌المللی کرفبال در سال ۲۰۱۲

فدراسیون بین‌المللی کرفبال (IKF) نهاد حاکمهٔ کرفبال است. این نهاد، مسئول سازماندهی تورنمنت‌های بزرگ بین‌المللی کرفبال، به‌ویژه مسابقات قهرمانی جهانی است.
IKF در ۱۱ ژوئن ۱۹۳۳ در آنتورپ بلژیک به‌عنوان ادامهٔ دفتر بین‌المللی کورفبال که در سال ۱۹۲۴ توسط انجمن‌های هلندی و بلژیکی تأسیس شده بود، بنیادگذاری شد.